# Harold Daniell
Harold Daniell (20 ottobre 1909 – 19 gennaio 1967) è stato un pilota motociclistico britannico.

## Carriera
La sua carriera nel motociclismo è iniziata nel periodo tra le due guerre mondiali e le sue prime vittorie importanti furono al Manx Grand Prix del 1933 e al Tourist Trophy del 1938. La sua carriera riprese al termine della seconda guerra mondiale e, guidando una Norton si è aggiudicato nuovamente il TT nel 1947.
Per quanto riguarda il Motomondiale viene ricordato anche per aver vinto il primo gran premio nella storia della classe 500 nel 1949 disputatosi sull'Isola di Man. Peraltro anche nella seconda gara della storia del mondiale, nel Gran Premio motociclistico di Svizzera 1949, si è piazzato nuovamente sul podio, al terzo posto.
Ritiratosi dalle gare motociclistiche al termine del motomondiale 1950, ha gareggiato per qualche anno ancora nelle competizioni di monoposto britanniche, per poi aprire una officina meccanica.
È scomparso il 19 gennaio 1967.

## Risultati nel motomondiale

### Classe 350
| 1949 | Classe | Moto   |   |    |  |  |  |    | Punti | Pos. |
| ---- | ------ | ------ | - | -- |  |  |  | -- | ----- | ---- |
| 1949 | 350    | Norton | 4 | 10 |  |  |  | NE | 6     | 12º  |

| 1950 | Classe | Moto   |   |   |   |   |   |   | Punti | Pos. |
| ---- | ------ | ------ | - | - | - | - | - | - | ----- | ---- |
| 1950 | 350    | Norton | 3 | 6 | - | 9 | 6 | - | 6     | 8º   |

| Legenda | 1º posto        | 2º posto            | 3º posto            | A punti      | Senza punti        | Grassetto – Pole position Corsivo – Giro più veloce |
| Legenda | Gara non valida | Non qual./Non part. | Ritirato/Non class. | Squalificato | '-' Dato non disp. | Grassetto – Pole position Corsivo – Giro più veloce |

### Classe 500
| 1949 | Classe | Moto   |   |   |   |   |     |  | Punti | Pos. |
| ---- | ------ | ------ | - | - | - | - | --- |  | ----- | ---- |
| 1949 | 500    | Norton | 1 | 3 | 6 | 7 | Rit |  | 17    | 6º   |

| 1950 | Classe | Moto   |   |     |     |   |     |    | Punti | Pos. |
| ---- | ------ | ------ | - | --- | --- | - | --- | -- | ----- | ---- |
| 1950 | 500    | Norton | 5 | Rit | Rit | 5 | Rit | 10 | 4     | 12º  |

| Legenda | 1º posto        | 2º posto            | 3º posto            | A punti      | Senza punti        | Grassetto – Pole position Corsivo – Giro più veloce |
| Legenda | Gara non valida | Non qual./Non part. | Ritirato/Non class. | Squalificato | '-' Dato non disp. | Grassetto – Pole position Corsivo – Giro più veloce |